# Anomalobuthus zarudnyi
Espèce
Synonymes
- Psammobuthus zarudnyi Birula, 1911

Anomalobuthus zarudnyi est une espèce de scorpions de la famille des Buthidae.

## Distribution
Cette espèce se rencontre en Ouzbékistan dans la province d'Andijan et au Tadjikistan dans la province de Sughd.

## Habitat
Cette espèce psammophile se rencontre dans le sable de la vallée de Ferghana.

## Description
Le corps du mâle syntype mesure 28,7 mm et la queue 18 mm et le corps de la femelle syntype 30,3 mm et la queue 18,5 mm.

## Systématique et taxinomie
Cette espèce a été décrite sous le protonyme Psammobuthus zarudnyi par Birula en 1911. Elle est placée dans le genre Anomalobuthus par Teruel, Kovařík et Fet en 2018.

## Étymologie
Cette espèce est nommée en l'honneur de Nikolai Alekseyvich Zarudny.

## Publication originale
- Birula, 1911 : « Skorpiologische Beiträge. 7–8. Psammobuthus g. n. » Zoologischer Anzeiger, vol. 37, no 34, p. 69–74 (texte intégral).